# Theodore Kosloff
Theodore Kosloff (parfois crédité Theodor Kosloff) est un acteur, chorégraphe, danseur et pédagogue d'origine russe, né Fiodor Mikhaïlovitch Koslov (russe : Фёдор Михайлович Кослов) le 22 janvier 1882 à Moscou (Russie, alors Empire russe), mort le 22 novembre 1956 à Los Angeles (Californie).

## Biographie

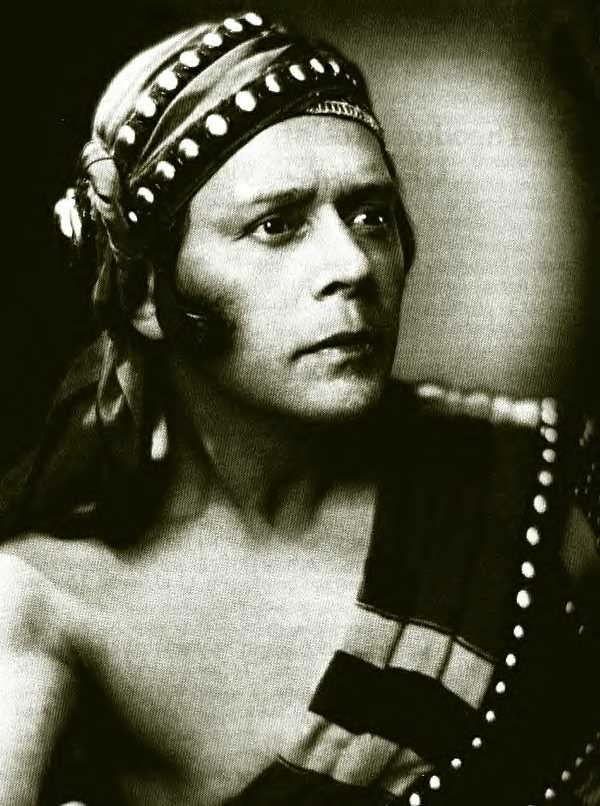
En costume de danseur, vers 1912

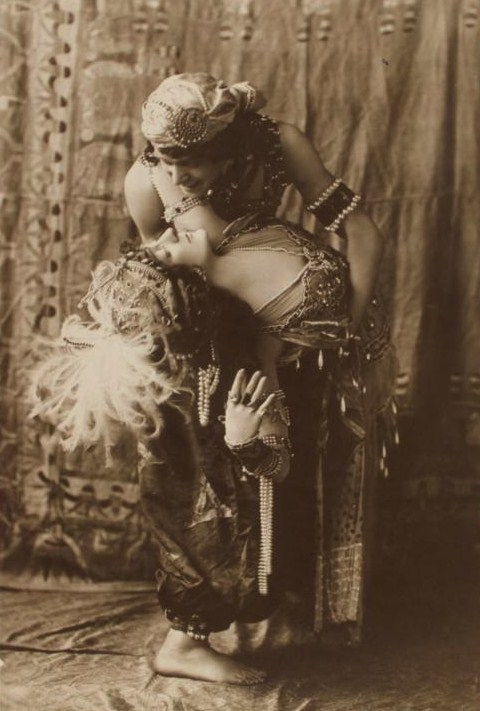
Avec Gertrude Hoffmann, dans Shéhérazade (1911, photo promotionnelle)

Après sa formation à l'Académie de chorégraphie de Moscou, dont il est diplômé en 1901, il débute comme danseur professionnel au théâtre Bolchoï. En 1909, alors membre de la troupe de ballet du théâtre Mariinsky de Saint-Pétersbourg, il intègre les Ballets russes de Serge de Diaghilev qui entament la même année une tournée internationale. Celle-ci le mène aux États-Unis, où il s'installe définitivement, adoptant le nom américanisé de Theodore Kosloff.
En 1912, il devient chorégraphe au sein des Ballets russes et à Broadway. Sur les scènes new-yorkaises, il exerce entre 1912 et 1918, comme acteur, chorégraphe (principalement) et danseur, dans trois revues, deux comédies musicales et une pièce.
Par ailleurs, enseignant la danse, il a notamment comme élèves Agnes de Mille, Jeanie Macpherson et Charles Weidman. La première est la fille de William C. de Mille et la nièce de Cecil B. DeMille, auquel la seconde le présente. Ainsi, Theodore Kosloff débute comme acteur au cinéma, dans Les Conquérants (le premier des douze films qu'il tourne sous la direction de Cecil B. DeMille), sorti en 1917, avec Geraldine Farrar et Wallace Reid.
En tout, il apparaît dans vingt-sept films muets américains, le dernier sorti en 1928. Mentionnons aussi L'Échange (1920, avec Gloria Swanson et Thomas Meighan), La Rançon d'un trône (1923, avec Anna Q. Nilsson et Milton Sills) et Les Bateliers de la Volga (1926, avec William Boyd et Elinor Fair), du même Cecil B. DeMille ; à noter également dans cette même période, trois réalisations de William C. de Mille.
Theodore Kosloff retrouve Cecil B. DeMille dans le film parlant Madame Satan (avec Kay Johnson et Reginald Denny), sorti en 1930, où il se produit comme danseur. Suivra un dernier film comme acteur, Pension d'artistes de Gregory La Cava (avec Katharine Hepburn et Ginger Rogers), sorti en 1937, où il tient le petit rôle non crédité d'un professeur de danse.
Toujours au cinéma, il est sollicité comme chorégraphe pour cinq films. Trois sont dirigés par Cecil B. DeMille, dont Le Réquisitoire (1922, avec Leatrice Joy et Thomas Meighan) et Samson et Dalila (1949, avec Hedy Lamarr et Victor Mature), leur ultime collaboration.
Après son retrait de l'écran comme acteur, Theodore Kosloff ouvre une école de danse à Los Angeles, où il meurt en 1956.
Pour sa contribution au cinéma, une étoile lui est dédiée sur le Walk of Fame d'Hollywood Boulevard.

## À la scène (sélection)
(comme chorégraphe, sauf mention contraire ou complémentaire)
- 1911 : Shéhérazade (Scheherazade), ballet sur une musique de Nikolaï Rimski-Korsakov et une chorégraphie de Michel Fokine (à New York et en tournée ; danseur)
- 1912 : The Passing Show of 1912, revue (à Broadway)
- 1913 : Le Prince Igor (Prince Igor), opéra sur une musique d'Alexandre Borodine : danses polovtsiennes (à New York et en tournée ; + danseur)
- 1915 : The Passing Show of 1915, revue (à Broadway ; + danseur)
- 1915 : Hands Up, comédie musicale, musique d'E. Ray Goetz et Sigmund Romberg, lyrics d'E. Ray Goetz, livret d'Edgar Smith (en) (à Broadway)
- 1915-1916 : A World of Pleasure, revue, musique de Sigmund Romberg et Harold Atteridge, lyrics et livret de ce dernier (à Broadway ; + acteur : le maître de ballet)
- 1916 : See America First, comédie musicale, musique et lyrics de Cole Porter, livret de T. Lawrason Riggs (à Broadway)
- 1918 : The Awakening, pièce de Ruth Sawyer (à Broadway ; acteur, dans un rôle non spécifié)

## Au cinéma (sélection)

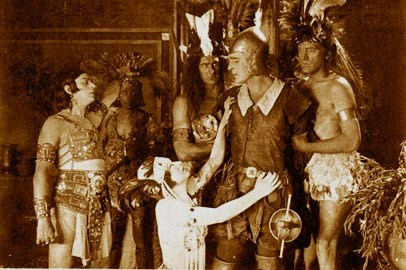
De g. à d. : Theodore Kosloff, Charley Rogers et Geraldine Farrar aux pieds de Wallace Reid, dans Les Conquérants (1917)

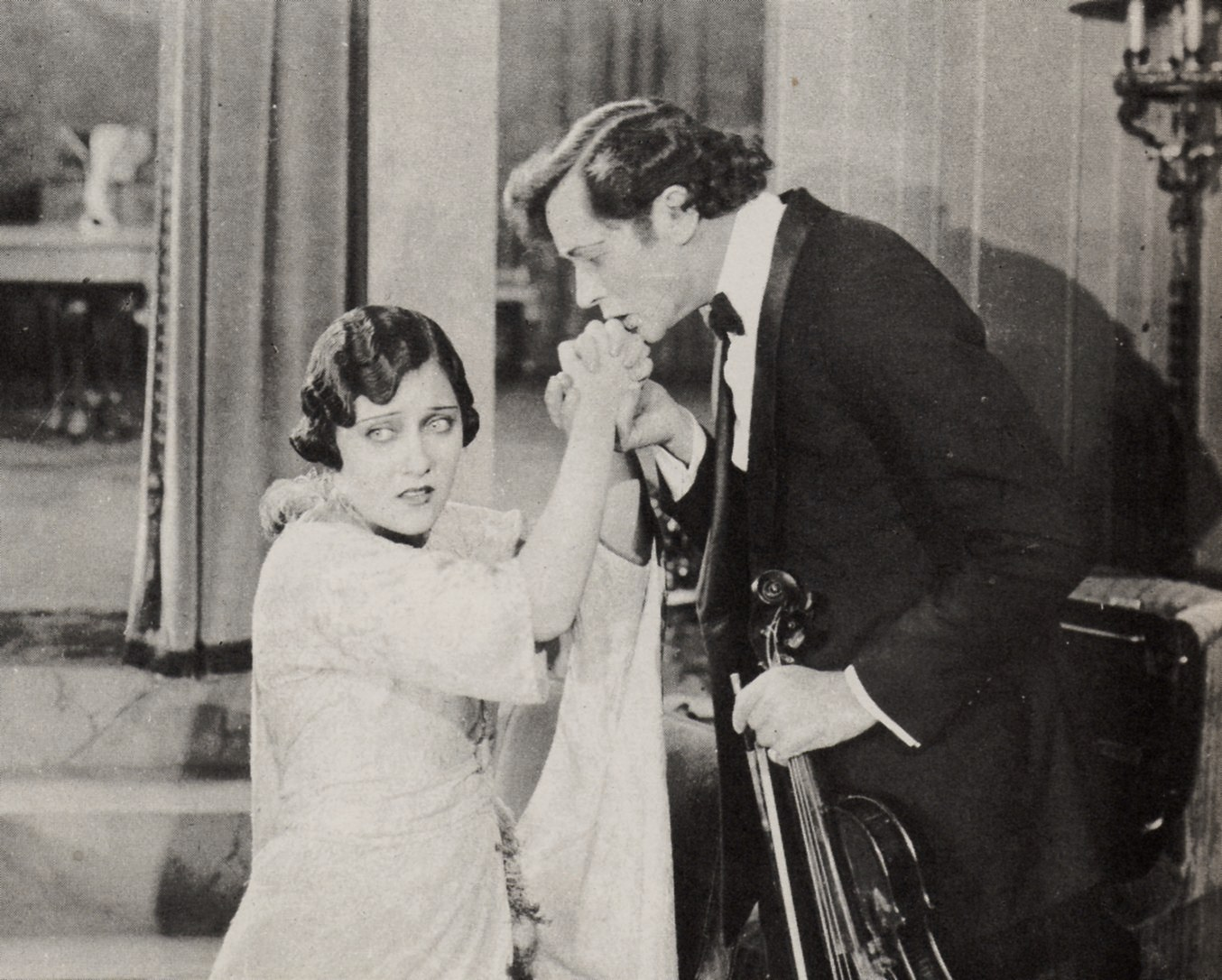
Avec Gloria Swanson, dans L'Échange (1920)

(comme acteur, sauf mention contraire ou complémentaire)
- 1917 : Les Conquérants (The Woman God Forgot) de Cecil B. DeMille : Guatemoco
- 1920 : The Tree of Knowledge de William C. de Mille : Adam
- 1920 : L'Échange (Why Change Your Wife?) de Cecil B. DeMille : Radinioff
- 1920 : L'amour a-t-il un maître ? (Something to Think About) de Cecil B. DeMille : Clown
- 1921 : Le Fruit défendu (Forbidden Fruit) de Cecil B. DeMille : Pietro Giuseppe
- 1921 : Le cœur nous trompe (The Affairs of Anatol) de Cecil B. DeMille : Nazzer Singh
- 1921 : Le Paradis d'un fou (Fool's Paradise) de Cecil B. DeMille : John Roderiguez
- 1922 : L'Émeraude fatale (The Green Temptation) de William Desmond Taylor : Gaspard
- 1922 : The Dictator de James Cruze : Carlos Rivas
- 1922 : The Lane That Had No Turning de Victor Fleming : Louis Racine
- 1922 : Le Réquisitoire (Manslaughter) de Cecil B. DeMille (chorégraphe)
- 1922 : Le Favori d'un roi (To Have and to Hold) de George Fitzmaurice : Lord Carnal
- 1923 : Children of Jazz de Jerome Storm : Richard Forestall
- 1923 : Justice de Tziganes (Law of the Lawless) de Victor Fleming
- 1923 : La Rançon d'un trône (Adam's Rib) de Cecil B. DeMille : Jaromir XIII
- 1923 : Hollywood de James Cruze : lui-même
- 1923 : Don't Call It Love de William C. de Mille : Luigi Busini
- 1923 : Law of the Lawless de Victor Fleming : Sender
- 1924 : Triomphe (Triumph) de Cecil B. DeMille : Varinoff
- 1924 : Le Tourbillon des âmes (Feet of Clay) de Cecil B. DeMille : Bendick
- 1925 : New Lives for Old de Clarence G. Badger : De Montinbard
- 1925 : Le Lit d'or (The Golden Bed) de Cecil B. DeMille : Marquis de San Pilar (+ chorégraphe)
- 1925 : Jazz (Beggar on Horseback) de James Cruze : le prince
- 1926 : Les Bateliers de la Volga (The Volga Boatman) de Cecil B. DeMille : Stefan
- 1927 : The Little Adventuress de William C. de Mille : Antonio Russo
- 1927 : Le Roi des rois (The King of Kings) de Cecil B. DeMille : Malchus
- 1928 : Woman Wise d'Albert Ray : Abdul Mustapha
- 1930 : Madame Satan (Madam Satan) de Cecil B. DeMille (danseur)
- 1930 : Sunny de William A. Seiter (chorégraphe)
- 1935 : Le Corbeau (The Raven) de Lew Landers (chorégraphe)
- 1937 : Pension d'artistes (Stage Door) de Gregory La Cava : le professeur de danse
- 1949 : Samson et Dalila (Samson and Delilah) de Cecil B. DeMille (chorégraphe)